# Silent Screams – The Singles
Silent Screams – The Singlese – drugi minialbum zespołu Halford.

## Lista utworów
1. "Silent Screams" (nagranie z 1999) – (Rob Halford, Bob Marlette) – 7:20
2. "Silent Screams" (wersja z Resurrection) – 7:10
3. "Silent Screams" (wersja z Live Insurrection) – 7:30
4. "Silent Screams" (wersja z Live at Rock in Rio III) 07:43

## Twórcy
- Rob Halford – wokal
- Patrick Lachman – gitara
- Mike Chlasciak – gitara
- Ray Riendeau – gitara basowa
- Bobby Jarzombek – perkusja